# Talanites atscharicus
Talanites atscharicus är en spindelart som beskrevs av Tamara Mcheidze 1946. Talanites atscharicus ingår i släktet Talanites och familjen plattbuksspindlar. Inga underarter finns listade i Catalogue of Life.